# عبد الله بن محمد غازي المكي
عبد الله بن محمد غازي المكي، أحد العلماء والوراقون في الحجاز في القرن الثالث عشر الهجري، وهو من علماء مكة الذين قاموا بالتدريس في الحرم المكي الشريف.

## حياته العلمية
تلقى تعليمه الأولي والعالي في المدرسة الصولتية، كما تلقى تعليمه على أيدي كبار العلماء في الحرم المكي الشريف، وظل ملازمًا لحلقات العلماء بالحرم، فقرأ عليهم في الحديث والتفسير والفقه وعلوم اللغة العربية والحساب والعلوم الرياضية.
ومن مشايخه الذين تتلمذ على أيديهم:
- محمد بن عبد الرحمن الأنصاري المكي.
- الشيخ حضرة نور الأفغاني.
- السيد حسين بن محمد الحبشي العلوي.[2]

## عمله بالوراقة
اشتغل المكي في حرفة الوراقة، وكان له دكان صغير في أسفل رباط محمد باشا الذي كان بالقرب من الحرم المكي الشريف (وقد تمت إزالته من أجل توسعة الحرم في الحكم السعودي) وكان يبيع في دكانه أدوات الكتابة من الأوراق والأقلام والأحبار، بالإضافة إلى الكحل والصباغ وغيرها. وإلى جانب عمله في الدكان كان يعمل أمينصا لمكتبة المدرسة الصولتية.
وقد وصفه الأستاذ المؤرخ عمر عبد الجبار وهو يمارس عمله اليومي في دكانه الواقع في شارع باب الزيادة، فقال:
«والواقع أن الشيخ عبد الله غازي خصص حياته في التأليف، وكان يضحي بنفيس أوقاته في الاتصال بأرباب الفضل لتكملة خطته التي رسمها في كتبه المتعلقة بالتراجم، وهذا لا يحول بينه وبين طلب العيش، مع قناعة وزهد، وعفة نفس».
وقال عنه أبو بكر بن أحمد الحبشي (أحد تلاميذه):
«وما زال شيخنا الغازي المترجم مقيماً في بلده مكة المكرمة، عاكفاً على اشتغاله بالتأليف في محل عمله بباب الزيارة في هدوء وسكون، وتواضع ووقار، مع تردد إلى المدرسة الصولتية التي كان موظفاً بها في بعض الأحيان إلى أن مرض مرة من الزمن، وانتقثل إلى رحمة الله تعالى من دار الفناء إلى دار البقاء في ضحوة يوم الخميس خامس من شهر شعبان سنة 1365هـ بمكة المكرمة، وصلي عليه بالمسجد الحرام في وقت العصر بإمامة شيخنا الحبيب أبي بكر بن سالم البار، ودفن بالمعلاة» 

## مؤلفاته
- إفادة الأنام بذكر أخبار بلد الله الحرام.
- مجموع الأذكار من أحاديث النبي المختار.
- كشف ما يجب من احتراز اللهو واللعب.
- بيان الفرائض شرح بديع الفرائض.
- فتح القوي في ذكر أسانيد السيد حسين الحبشي العلوي.
- تنشيط الفؤاد من تذكار الإسناد، أو/ إرشاد العباد إلى معرفة طرق الإسناد.
- نظم الدرر في اختصارنشر النور والزهر.
- نثر الدرر في تذييل نظم الدرر.[4]